# Lac Kabwe
Pour les articles homonymes, voir Kabwe (homonymie).
Le lac Kabwe est un lac de la république démocratique du Congo, situé dans la province du Katanga.